# Вировлянский сельсовет
Вировлянский сельсовет — административная единица на территории Городокского района Витебской области Белоруссии.

## История
Вировлянский сельсовет образован 20 августа 1924 года. Располагается в северо-западной части Городокского района.
Граничит с территорий Бычихинского, Долгопольского, Первомайского, Езерищанского сельсоветов, а также с землями Невельского района Российской Федерации.
Центр сельсовета – аг. Вировля. Удалённость от райцентра - 36 км, от областного центра - 71 км.
Решением Городокского районного Совета депутатов от 24 сентября 2021 г. № 198 "О некоторых вопросах административно-территориального устройства Городокского района" упразднена деревня Пугачи Вировлянского сельсовета.

## Состав
Вировлянский сельсовет включает 43 населённых пункта:
- Антоненки — деревня
- Большое Тешалово — деревня
- Вировля — агрогородок
- Волково — деревня
- Гаврюши — деревня
- Деревушка — деревня
- Дударево — деревня
- Ерохи — деревня
- Ерыгино — деревня
- Загузье — деревня
- Зазерье — деревня
- Киреево — деревня
- Ключ — деревня
- Ключегорская — деревня
- Коновалово — деревня
- Корсаки — деревня
- Лаптевка — деревня
- Ломоносово — деревня
- Малки — деревня
- Малое Тешалово — деревня
- Маслицы — деревня
- Межуи — деревня
- Михали — деревня
- Мишутино — деревня
- Моисеево — деревня
- Новая Заря — деревня
- Оболь — деревня
- Осмато — деревня
- Плеханово — деревня
- Плиговки — деревня
- Пруд — деревня
- Пустельники — деревня
- Пурышки — деревня
- Раково — деревня
- Родчие — деревня
- Силивоновка — деревня
- Устье — деревня
- Холомерье — деревня
- Чухилино — деревня
- Шарино — деревня
- Шарово — деревня
- Щетники — деревня
- Якушенки — деревня

Упразднённые населённые пункты на территории сельсовета:
- Антоненки
- Берново
- Вязовки — деревня[3].
- Желудово — деревня[3].
- Слобода — деревня[3].
- Прусовки — деревня[3].
- Пугачи — деревня